# Ultranationalisme palingénétique
L’ultranationalisme palingénétique est un concept relatif au fascisme formulé par le politologue britannique Roger Griffin,. L’élément principal de ce concept est la croyance que le fascisme peut être défini par son mythe central, celui d’une révolution pour atteindre une « renaissance nationale », la palingénésie,. Selon Griffin, l’association de la palingénésie et de l’ultranationalisme permet de différencier le fascisme des autres idéologies nationalistes autoritaires. Il considère que c’est le « minimum fasciste » sans lequel il n’y a pas de fascisme,.

## Historique
Le concept a été défini dans La nature du Fascisme, livre publié en 1991, et étendu dans un article scientifique de 1994.